# Mike Heidorn
Mike Heidorn (ur. 1967 w Belleville, Illinois, USA) – amerykański muzyk, perkusista, były członek zespołów Uncle Tupelo i Son Volt. Był również muzykiem lokalnych grup the Primitives (lub Primatives) i Coffee Creek razem z Jayem Farrarem i Jeffem Tweedym z Uncle Tupelo i Brianem Hennemanem z The Bottle Rockets. Heidorn ożenił się i opuścił Uncle Tupelo po wydaniu March 16-20, 1992. Po rozpadzie Uncle Tupelo Heidorn został zaproszony przez Farrara do zespołu Son Volt, jednak nie został zawarty w składzie formacji po wznowieniu jej działalności w 2005 i oficjalnie nie jest już członkiem grupy.

## Dyskografia

### Z Uncle Tupelo
- No Depression (21 czerwca 1990)
- Still Feel Gone (17 września 1991)
- March 16-20, 1992 (3 sierpnia 1992)

### Z Son Volt
- Trace (1995)
- Straightaways (1997)
- Wide Swing Tremolo (1998)